# Indiai üstökösgém

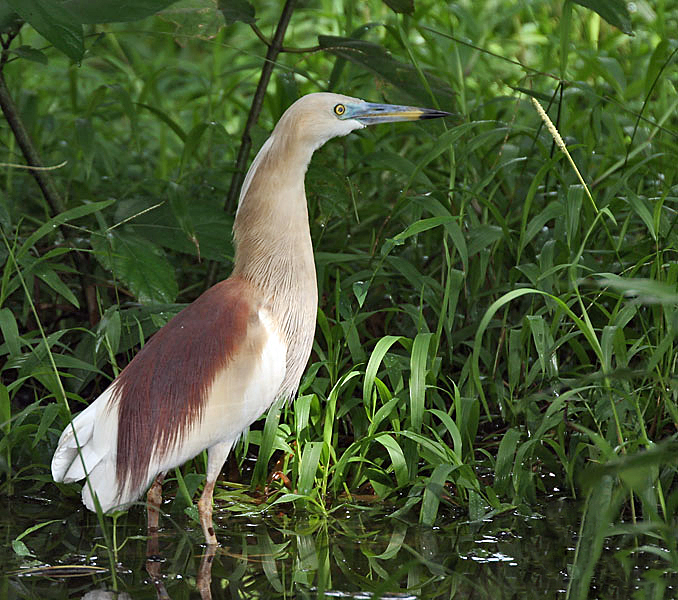

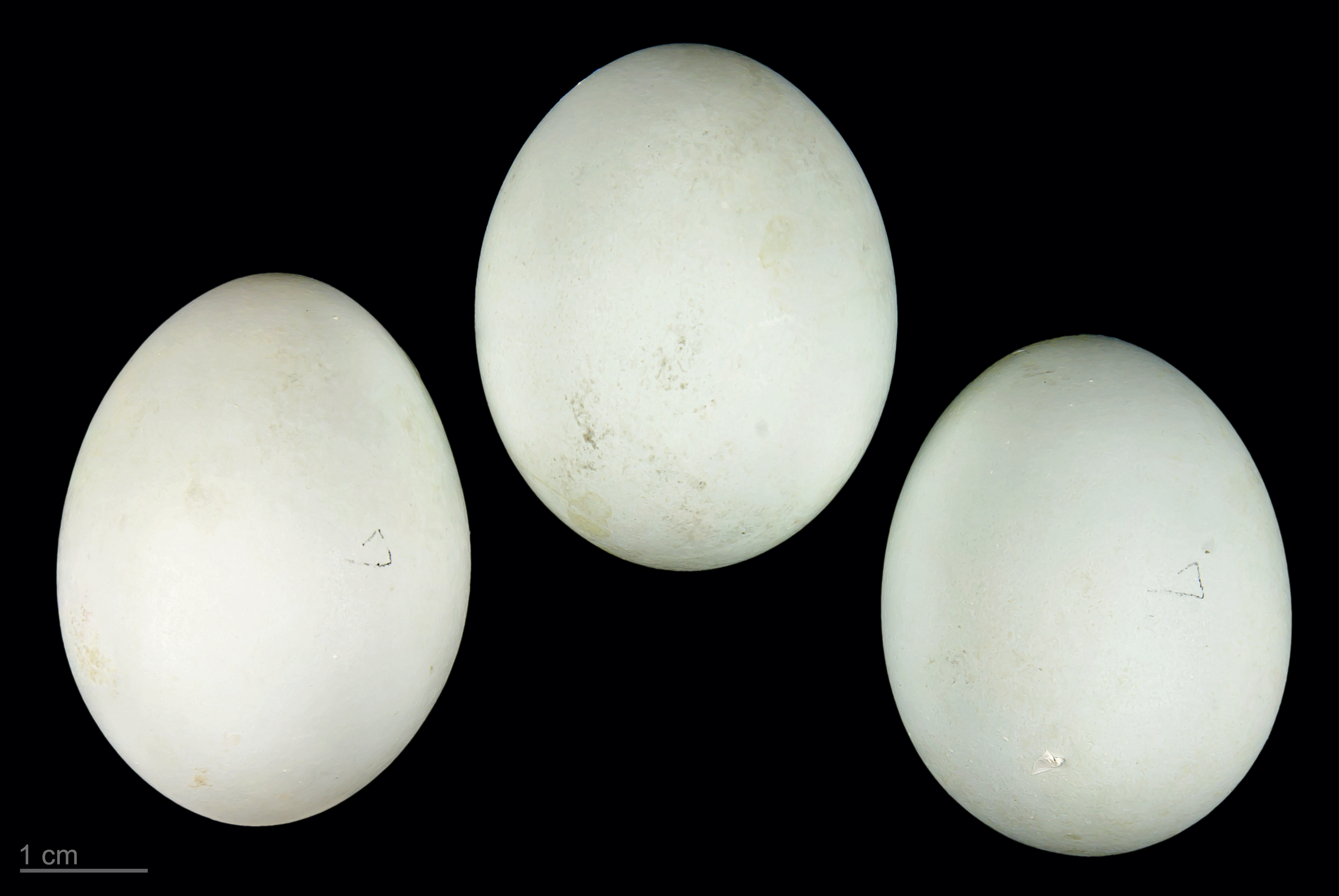
Ardeola grayii

Az indiai üstökösgém (Ardeola grayii) a madarak (Aves) osztályának a gödényalakúak (Pelecaniformes) rendjébe, ezen belül a gémfélék (Ardeidae) családjába és a gémformák (Ardeinae) alcsaládjába tartozó faj.
A fajt először William Henry Sykes (1790-1872) indiai katonai tisztviselő, ornitológus írta le 1832-ben Indiában, tudományos neve John Edward Gray brit zoológus (1800-1875) emlékét őrzi.

## Előfordulása
A faj  Közép-Ázsiában, elsősorban az indiai szubkontinens és a szomszédos államok területén fordul elő, pontosabban Banglades, Bhután, India, Irán, a Maldív-szigetek, Mianmar, Nepál, Omán, Pakisztán, Srí Lanka és az Egyesült Arab Emírségek területén, valamint ritka kóborlóként megfigyelhető a Seychelle-szigeteken, Thaiföldön és Jemenben. Élőhelyén igen elterjedt, nem minősül veszélyeztetett állatfajnak.
Vonulási időben előfordul Afrikában is, ahol ilyenkor az állományai átfedést mutathatnak közeli rokona, az európai üstökösgém (Ardeola ralloides) telelő állományaival is, például a Nílus völgyében, de a hátoldala sötétebb, mint európai rokonáé, s ez megkönnyíti a két faj elkülönítését.

## Megjelenése
A kisebb termetű gémfélékhez tartozik, testhossza 42-46 cm. Nyugalmi helyzetben tollazata barnás vagy sárgás színű, de röptében a szárnyai kifejezetten fehérnek látszódnak; költési időszakban egyes példányainak a lába vörös színű is lehet, de ez nem általános. Általában csendes, károgásra emlékeztető éles hangját csak ritkán hallatja. Főként halakkal, kétéltűekkel és rovarokkal táplálkozik. Élőhelyén kevés természetes ellensége és néhány élősködője ismert.

## Életmódja
Tápláléka elsősorban rákokból, vízi rovarokból, halakból, ebihalakból és néha piócákból áll. Ezeken kívül szívesen fogyaszt tücsköket, szitakötőket, méheket és kétéltűeket.

## Szaporodása
Költőterületei Irántól Indián át Bangladesig és Srí Lankáig húzódnak, többnyire kisebb telepekben fészkel. A fészekanyagot rendszerint a hímek gyűjtik, míg a fészket a tojó építi. Jellemző költési időszaka a monszun időszakára esik, a tojó egyszerre 3-5 tojást rak, melyek 18-24 nap alatt kelnek ki. A fiókákat mindkét szülő eteti, fő táplálékuk a hal.